# Orgue del Pla de Na Tesa
L'Orgue del Pla de Na Tesa va ser un orgue construït per l'orguener Antoni Portell Fullana que es trobava a la parròquia del Pla de Na Tesa, a Marratxí a Mallorca.

## Història
Aquest orgue pertanyia originalment a l'antic Col·legi de la Puresa de Maria. La primera referència que hi tenim és un rebut i una acta de cessió del 24 de novembre de l'any 1859, on s'indica que Maria Agnès Ribera i Garau, en aquell moment protectora del col·legi, hi regala un orgue nou per a ser disposat a la capella i acompanyar el cant.
En aquests documents es menciona que l'instrument fou construït per Antoni Portell Fullana, que va tenir un cost de 300 lliures mallorquines i que constava de quatre octaves i mitja amb tres registres complets i canaris amb dotze pedals. Finalment, a l'acta de cessió també hi ha una clàusula que s'indica que en cas que el col·legi o la seva capella deixàs d'estar en funcionament, l'orgue s'hauria de traslladar a la parròquia que en aquell moment s'estava edificant al Pla de Na Tesa.
L'any 1861 l'orgue ja es trobava a l'inventari del col·legi, però al 1917 es va cedir a la parròquia del Pla de Na Tesa seguint les indicacions de Maria Agnès, ja que es va reemplaçar per un harmònium regalat per P. Gabriel Miralles. L'orguener Antoni Cardell i Oliver va ser l'encarregat d'arreglar i afinar l'orgue, que es va col·locar al cor baix de la parròquia.
Tot i així, l'orgue no va durar molt més, ja que el dia 18 de març de l'any 1927 la parròquia va adquirir un harmònium per tal de substituir-lo, atès que l'orgue es trobava inservible. Tot i així, l'instrument es va conservar al mateix lloc fins més de la meitat de la dècada de 1930, quan es va desmuntar i moure sobre les voltes de les capelles de la part de l'evangeli, on el temps i l'acció dels ocells i les rates el van acabar de destrossar.
Entre 1969 i 1982 encara es trobaven restes de fustes i trossos de trompetes fetes malbé, però actualment tan sols se'n conserva el secret i dos tubs de fusta, tot en molt mal estat.

## Característiques tècniques
El secret de l'orgue del Pla de Na Tesa mesurava 85,5 x 39,5 x 4,7 cm. Constava de tres jocs de tubs, el primer dels quals es trobava a la façana, i era una Octava 4' o un Tapadet 4' amb els 14 primers tubs (del C al cs) postats. El segon joc era un Bordó de fusta de 8', i els seus 24 primers tubs (del C al h) agafaven l'aire de davall el secret, fet molt comú als orgues construïts per Antoni Portell Fullana. Finalment, el tercer i últim joc es trobava sobre l'arca de vent, i probablement era una Quinzena 2'. El forat de la ventalloca major feia 9,5 x 0,7 cm.

## Organistes del Pla de Na Tesa

### Titulars
Antoni Jordà i Jaume de can Pera del Pla de Na Tesa (1905-1995), conegut com es Carter. Tocava a la banda de música del Pla, fins que l'any 1938 esdevé organista titular i animador d'un cor d'homes cantadors de la parròquia. L'any 1946 s'instal·la l'orgue del Pont d'Inca, i Jordà i Jaume deixa el càrrec al Pla.
Maria Crespí i Coll de can Membre, del Pla de Na Tesa. Al principi anava a ajudar a Antoni Jordà i, quan aquest es va traslladar al Pont d'Inca, Crespí i Coll va esdevenir organista titular.

### Suplents
Jaume Mas i Pocoví de can Mas, del Pla de Na Tesa (1913-1989). En un moment del 1965 Maria Crespí i Coll va agafar una malaltia, i Mas i Pocoví va ser l'encarregat de suplir-la.
Joana Maria Matas i Alomar de can Cantó, del Pla de Na Tesa. Va ser iniciada a l'orgue per Maria Crespí i Coll, i de molt joveneta ja l'ajudava i la suplia en les seves absències.